# Dave Obey
David Ross Obey, detto Dave (Okmulgee, 3 ottobre 1938), è un politico statunitense, membro della Camera dei Rappresentanti per lo stato del Wisconsin dal 1969 al 2011.

## Biografia
Nato nell'Oklahoma, Obey crebbe nel Wisconsin e studiò scienze politiche all'Università del Wisconsin-Madison. Inizialmente l'orientamento politico di Obey era repubblicano, ma da adolescente divenne democratico per via di una forte opposizione al maccartismo.
Dopo aver lavorato come agente immobiliare, Obey entrò attivamente in politica e nel 1963 venne eletto all'interno della legislatura statale del Wisconsin, dove rimase per sei anni. Nel 1969 concorse in un'elezione speciale per assegnare il seggio di Melvin Robert Laird, che era stato nominato Segretario della Difesa da Richard Nixon. Obey riuscì a farsi eleggere deputato e negli anni successivi venne riconfermato per altri venti mandati.
Nel 2010 annunciò il suo ritiro al termine del mandato e lasciò il Congresso dopo quarantadue anni di servizio.
Ideologicamente Obey è sempre stato giudicato un progressista. Dal matrimonio con Joan Lepinski, ha avuto due figli maschi.

## Libri
- Foreword to Along Wisconsin’s Ice Age Trail di Eric Sherman ed Andrew Hanson III (2008, University of Wisconsin Press) ISBN 978-0-299-22664-0
- Raising Hell for Justice: The Washington Battles of a Heartland Progressive (2008, University of Wisconsin Press) ISBN 978-0-299-22540-7